# Luka Peroš
Luka Peroš (Zagreb, 28 de outubro de 1976) é um ator croata.
Luka Peroš é mais conhecido por seu papel como Jakov / Marselha na série espanhola La Casa de Papel.

## Biografia
Ele nasceu em Zagreb em 1976, quando a Croácia fazia parte da Iugoslávia, e cresceu lá até os cinco anos de idade. Seu pai era engenheiro petroquímico, o que levou a família a morar no exterior, primeiro em Viena na Áustria, depois em Abu Dhabi e finalmente nos Estados Unidos, estabelecendo-se em Boston e Los Angeles para estudar atuação.
No final da década de 1990, ele retornou à Croácia para trabalhar como ator em peças nacionais, séries de TV e filmes. Ele também foi dublador em várias séries animadas.
Embora morasse em Zagreb, em 2010 se instalou em Barcelona e combinou as duas cidades até se estabelecer definitivamente em Espanha. Depois de melhorar seu nível do idioma espanhol, ele conseguiu papéis em produções como Mar de plástico (2015), El incidente (2017), El fotógrafo de Mauthausen (2018) e El árbol de la sangre (2018), ao lado das atrizes que aparecem também em La Casa de Papel Úrsula Corberó e Najwa Nimri.
Em 2019 foi chamado para interpretar o papel de Jakov / Marselha, um veterano soldado e ladrão que atua da parte de fora do assalto que dá assistência ao enigmático Professor em La Casa de Papel, a partir da Parte 3 até a Parte 5 o final da série, ao lado de Úrsula Corberó, Álvaro Morte, Itziar Ituño, Pedro Alonso, Alba Flores, Jaime Lorente, Miguel Herrán, Rodrigo de la Serna e Najwa Nimri.

## Vida pessoal

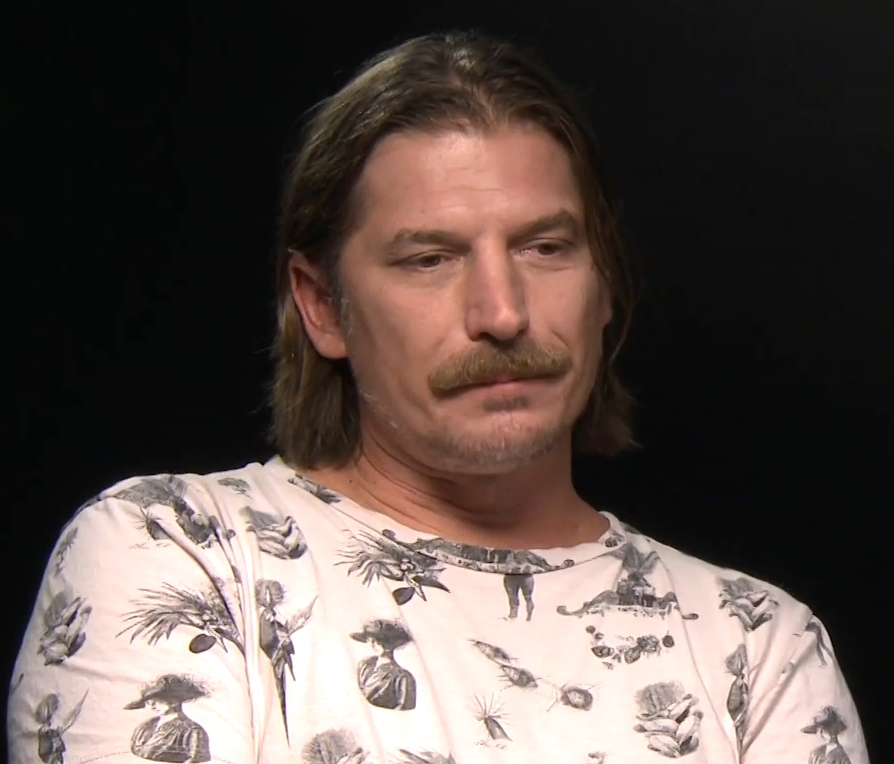
Luka Peroš em Julho de 2019.

Peroš é poliglota e multilinguistíco sendo capaz de falar 8 línguas. O ator foi capaz de fazer dublagem em 5 línguas diferentes em La Casa de Papel, como espanhol (idioma original da série), inglês, francês, italiano, alemão e português brasileiro. Ele fala fluentemente inglês. Peroš é casado com uma mulher brasileira do nome de Paula Feferbaum, juntos são pais de um rapaz chamado David Luis. Peroš tem outros filhos dos nomes de Luna e Ava frutos de um relacionamento anterior.

## Filmografia

#### Cinema
- 1998 : The Three Man of Melita Žganjer : o soldado americano
- 1998 : Kanjon opasnih igara : Zlatan
- 1999 : Četveroved
- 2007 : The Hunting Party : Commando n°1
- 2008 : Nije kraj : Vojvoda
- 2008 : Niciji sin : o polícia
- 2010 : Max Schmeling : Árbitro Smith / Jornalista n°2
- 2010 : Šuma summarum : Mladen
- 2011 : BloodRayne: The Third Reich : Boris
- 2011 : Blubberella : Boris
- 2012 : Larin izbor: Izgubljeni princ : Crni
- 2013 : Menu degustació : Louis
- 2013 : Panzer Chocolate : Detective Peter
- 2014 : Broj 55 : Franjo
- 2014 : El Niño : Murat
- 2014 : Steppeulven
- 2015 : Sweet Home : Encapuchado 3
- 2016 : Mine : o soldado da Força Delta
- 2016 : Wasn't Afraid to Die : traficante de armas austríaco
- 2017 : Megan Leavey : homem bêbado no Bar
- 2017 : Papillon : Santini
- 2018 : El árbol de la sangre : Dimitri
- 2018 : El fotógrafo de Mauthausen : Karl Schulz
- 2019 : Intrigo: Samaria : um cliente
- 2019 : Mientras dure la guerra : Bernhardt
- 2019 : Los Rodríguez y el más allá : Raúl
- 2020 : Black Beach : Negociador Leo Babich
- 2021 : El arte de volver
- 2022 : The Lost Princess : Comandante Silvio Alvarez (pós-produção)

#### Televisão
- 2004 : La mujer mosquetera : o musqueteiro do funeral
- 2004-2005 : Villa Maria : Arhitekt Juraga
- 2006 : Zabranjena ljubav : Adrijan Tomas
- 2006-2007 : Odmori se, zasluzio si : Prezenter
- 2007-2008 : Dobre namjere : Zoki
- 2008 : Bitange i princeze : Strazar
- 2008 : Tuzni bogatas : Maric
- 2009 : Zakon! : Brat Teofil
- 2010 : Mamutica : Rafael Boric
- 2010-2014 : Tajni dnevnik patke Matilde : Magarac Alojz (voz)
- 2011 : Spica (Telefilme) : Paparazzi
- 2012 : Rat mal, wer zur Hochzeit kommt (Telefilme)
- 2012 : Larin izbor : Crni
- 2013 : I/Nation (Telefilme) : Anton
- 2014 : La que se avecina : Steven
- 2014 : Borgia : Imola Man
- 2015 : Mar de plástico : Eric
- 2015 : Kud puklo da puklo : um recepcionista
- 2016 : Cuéntame : Van Roy
- 2017 : Zlatni dvori : Doutor
- 2017 : El incidente
- 2017 : Der Barcelona Krimi : Gerard
- 2019 : Matadero : Costin
- 2019 : Zigosani u reketu : Robert
- 2019 : The Spanish Princess : Cristóvão Colombo
- 2019-2021 : La Casa de Papel : Jakov / Marselha
- 2020 : Kommissarin Lucas : Miro Jelen
- 2022 : FBI: International : Detective Ledar Tolka

#### Curta-Metragem
- 2006 : Cekanje do slobodnog operatera
- 2009 : Krivo dijeljenje : Jura
- 2020 : Thirty Minutes : Oliver